# Fédération générale des clubs de femmes
La Fédération générale des clubs de femmes (General federation of Women’s Clubs ou GFWC) est l'association féminine la plus active des États-Unis à la fin du XIXe siècle.  Elle a été fondée en 1890 à New-York, sous l'inspiration de la journaliste new-yorkaise Jane Cunningham Croly, fédérant 61 clubs féminins existants.  

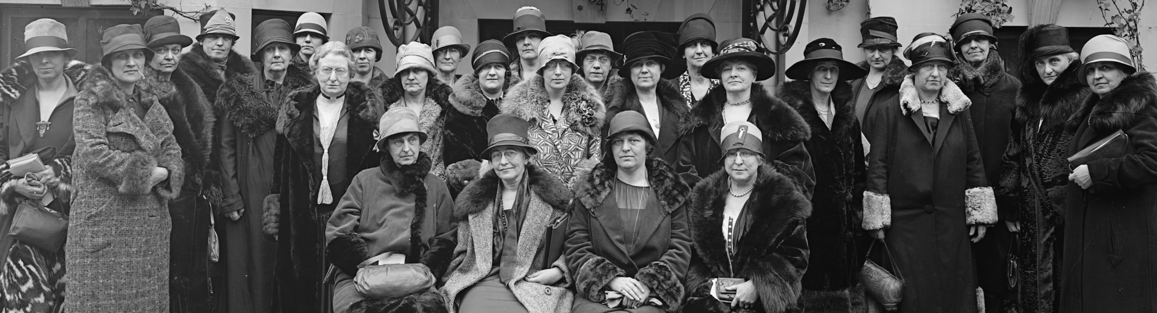
Représentantes du General Federation of Women Club à Washington DC

## Fonctionnement et but

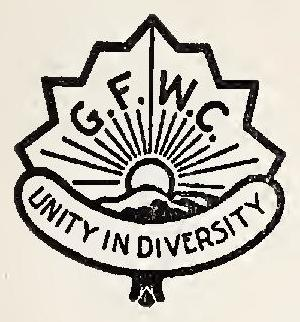
1902

Au niveau national, la Fédération Générale des Clubs de Femmes organise une convention nationale biennale. Elle est coordonnée par un bureau national divisé en départements : art, réforme de l'administration, éducation, économie domestique, sécurité alimentaire, bibliothèques publiques, santé publique, travail des enfants… et elle publie un journal.
La GFWC fédère un ensemble de clubs de femmes locaux préexistants ou fondés sous sa houlette. Ils relaient plus concrètement sa politique : ainsi celui de Chicago a un comité permanent d’hygiène, de promotion de l’éducation. 
Leurs membres sont des femmes issues de la classe moyenne, qui ont souvent suivi des études secondaires, voire supérieures, et qui travaillent comme institutrices ou enquêtrices sociales.
Dans la lignée des associations protestantes de la seconde partie du XIXe siècle qui cherchaient à réformer moralement la société américaine, la Fédération Générale des Clubs de Femmes vise à réformer la société américaine mais en dehors de connotations religieuses. Il s'agit pour ces militantes progressistes de lutter contre les travers de la société industrielle : promouvoir l'éducation et lutter contre l’illettrisme, lutter contre l’alcoolisme, le travail des enfants, promouvoir les campagnes de lutte contre la tuberculose.

## Essor et influence
Elle s’est surtout d’abord développé dans les États les moins industrialisés comme le Maine, l’Iowa, l’Utah, le Kentucky… et acquiert une influence importante. 
Aux côtés d'autres associations de femmes comme le Congrès national des Mères, elle a contribué à l'adoption de nombreuses réformes de l'ère progressiste, notamment sous les présidence de Théodore Roosevelt, puis de Woodrow Wilson : la limitation de la journée de travail des ouvrières adoptés dans différentes états (Massachusetts, Washington, Rhode Island, Colorado, Oregon, Michigan, Tennessee, Connecticut notamment), le système de pensions des veuves adopté par la plupart des états américains entre 1911 et les années 1920, l'interdiction du travail des enfants, et la création en 1912 d'un Children’s Bureau et en 1920 d'un Women’s Bureau, tous deux rattachés au Bureau du Travail du gouvernement fédéral américain,.